# Лазариди, Владимир Ефимович
Владимир Ефимович Лазариди — лейтенант Вооружённых Сил СССР, участник войны в Афганистане, погиб при исполнении служебных обязанностей, кавалер ордена Красной Звезды (посмертно).

## Биография
Владимир Ефимович Лазариди родился 29 октября 1960 года в селе Замьяны Енотаевского района Астраханской области. Ещё во время учёбы в средней школе хотел стать офицером. По окончании школы, 26 октября 1978 года, Лазариди был призван на службу в Вооружённые Силы СССР. Просдужив восемь месяцев, он поступил в Орджоникидзевское высшее общевойсковое командное училище. Окончил его в 1983 году, после чего служил на командных должностях в городе Ашхабаде Туркменской ССР.
В июле 1984 года лейтенант Владимир Лазариди был направлен для дальнейшего прохождения службы в Демократическую Республику Афганистан в качестве командира мотострелкового взвода. Участвовал в боевых действиях против формирований афганских моджахедов, не раз отличался в боях.
11 декабря 1984 года в ходе очередной боевой операции в районе населённого пункта Алихейль провинции Пактия Лазариди принял на себя обязанности командира роты, которая в свою очередь входила в состав штурмового отряда. Вместе с другими подразделениями вверенное ему подразделение пошло на штурм занятой моджахедами высоты и, несмотря на ожесточённое сопротивление противника, овладела ей. В разгар того боя Лазариди подорвался на мине, получил смертельное ранение и вскоре скончался.
Похоронен на кладбище села Енотаевка Енотаевского района Астраханской области.
Указом Президиума Верховного Совета СССР лейтенант Владимир Ефимович Лазариди посмертно был удостоен ордена Красной Звезды.

## Память
- В честь Лазариди названа улица в селе Енотаевка.